# 林詩音
林詩音，古龍筆下《多情劍客無情劍》之中的虛構武林人物，和李尋歡有婚約，但李尋歡因為要相讓於有恩於他的義兄龍嘯雲而假裝沉醉酒色,林詩音心灰意冷，後來嫁給龍嘯雲。性格堅強，有獨立的一面，性情高尚，傳統美德。外表清麗端裝，氣質高雅，被孫小紅認為比「天下第一美人」林仙兒更要美。個性直率，因而受到情人，丈夫和兒子的欺騙。育有一子龍小云。

## 生平
十年前, 林詩音曾和李尋歡有婚約, 後來李尋歡借酒色疏遠她, 她最終嫁與李尋歡義兄龍嘯雲
十年後, 林詩音的兒子龍小云被李尋歡廢去了武功, 林詩音和李尋歡見面,責怪李尋歡不該回來,要求他遠離林仙儿。
後來, 林詩音發現丈夫龍嘯雲陷害李尋歡, 欲放李尋歡離去, 被龍嘯雲阻止, 也被李尋歡拒絕。
林詩音知道李尋歡拒絕是因為不想破壞她和龍嘯雲之間的關係, 無奈之下離開。
後來, 林詩音帶着蓮花寶典準備以性命相救和上官金虹決鬥的李尋歡, 龍嘯雲出現代替她去救李尋歡,但卻被杀。 
最後, 林詩音終於原諒龍嘯雲, 在知道李尋歡安全後, 帶着兒子離去。